# Josef Válka

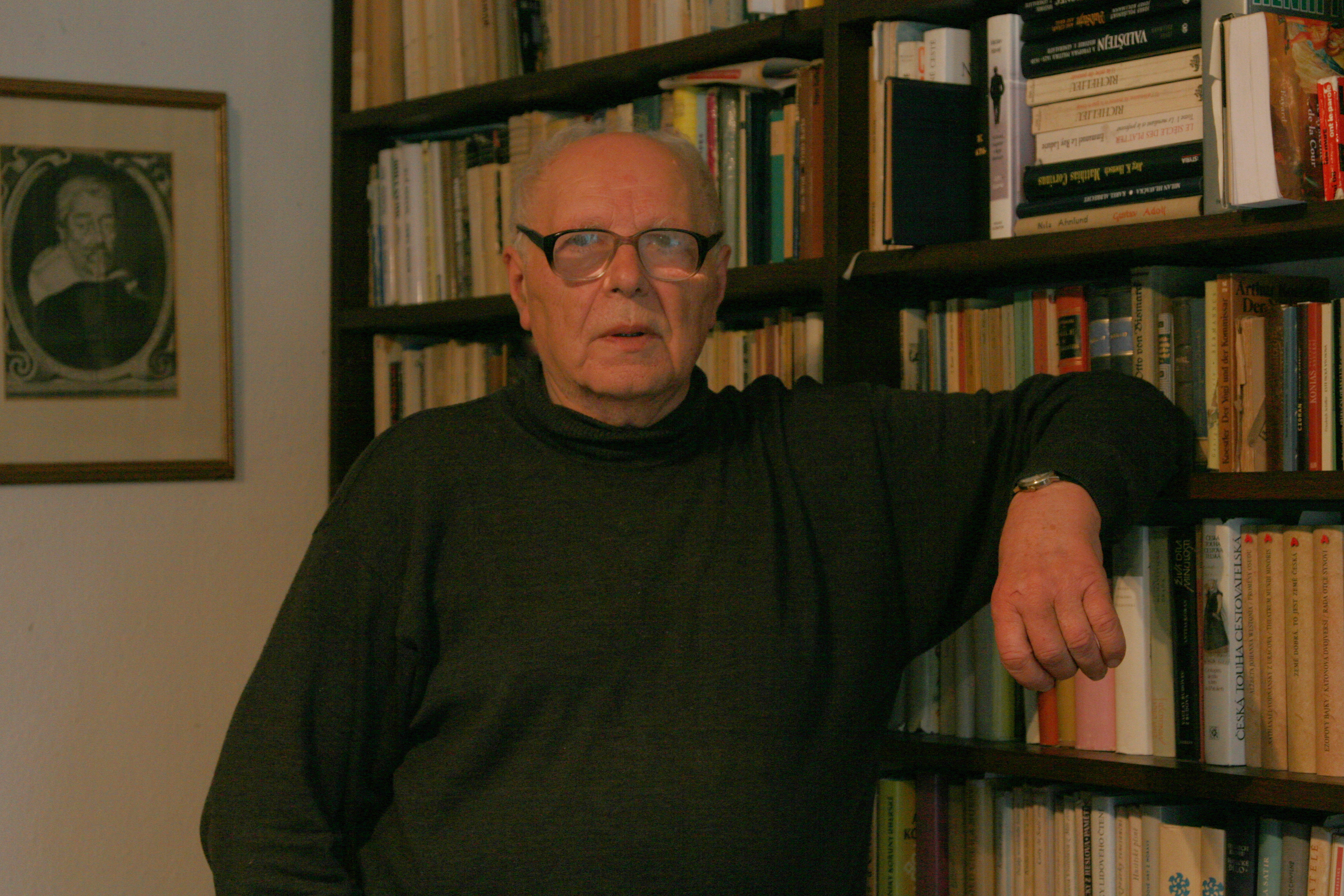
Josef Válka

Josef Válka (* 13. Juli 1929; † 13. Mai 2017) war Hochschullehrer und Professor der älteren Geschichte Böhmens an der Philosophischen Fakultät der Masaryk-Universität in Brno. 
Er beschäftigte sich vor allem mit der Geschichte der Gesellschaft und Kultur im späten Mittelalter und der frühen Neuzeit. Seine Studien zur Geschichte Mährens publizierte er in einem zweibändigen Werk.

## Buchveröffentlichungen in tschechischer Sprache
- Hospodářská politika feudálního velkostatku na předbělohorské Moravě. Praha 1962.
- František Kavka, Josef Válka: Dějiny Československa II. Státní pedagogické nakladatelství, Praha 1965.
- Problémy přechodu od feudalismu ke kapitalismu. Praha 1966.
- Česká společnost v 15.–18. století. Úvod do problematiky sociálních dějin pozdního feudalismu I. Předbělohorská doba. Praha 1972.
- Josef Válka, Bedřich Čerešňák: Přehled dějin Moravy I. Univerzita Jana Evangelisty Purkyně, Brno 1980.
- Česká společnost v 15.–18. století II. Bělohorská doba. Společnost a kultura manýrismu, Praha 1983.
- Jiří Cetl (Hrsg.): Průvodce dějinami evropského myšlení. Panorama, 1985 (mit Beiträgen von Josef Válka).
- Kniha nejen pro folkloristy. Praha 1984 (Mitautor).
- Přehled dějin Moravy II. Stavovská Morava, Praha 1987.
- Středověká Morava. Dějiny Moravy I. Vlastivěda moravská, Nová řada (neue Reihe), Band 5, Brno 1991.
- Morava reformace, renesance a baroka. Dějiny Moravy II. Vlastivěda moravská, Nová řada (neue Reihe), Band 6, Brno 1995.
- Ivo Krsek, Josef Válka, Miloš Stehlík, Zdeněk Kudělka: Umění baroka na Moravě a ve Slezsku. Academia, Praha 1996.
- Husitství na Moravě – Náboženská snášenlivost – Jan Amos Komenský. Matice moravská, 2005.